# Myōkō (tàu tuần dương Nhật)
Myōkō (tiếng Nhật: 妙高) là một tàu tuần dương hạng nặng của Hải quân Đế quốc Nhật Bản, là chiếc dẫn đầu trong lớp của nó bao gồm bốn chiếc; những chiếc còn lại trong lớp này là Nachi, Ashigara và Haguro. Tên của nó được đặt theo một ngọn núi tại tỉnh Niigata. Myōkō đã hoạt động trong suốt Chiến tranh Thế giới thứ hai, và sau khi chiến tranh kết thúc nó bị cho đánh chìm tại eo biển Malacca ngoài khơi Singapore.

## Thiết kế và chế tạo
Những con tàu trong lớp này có trọng lượng rẽ nước 13.300 tấn, dài 204 m và có thể di chuyển với tốc độ tối đa đến 36 knot (67 km/h). Chúng mang được hai thủy phi cơ và dàn pháo chính bao gồm mười khẩu 203mm (8 inch), hỏa lực mạnh nhất vào thời đó đối với mọi tàu tuần dương trên thế giới.
Myōkō được đặt lườn tại Xưởng hải quân Yokosuka vào ngày 25 tháng 10 năm 1924, được hạ thủy và đặt tên vào ngày 16 tháng 4 năm 1927, và được đưa ra hoạt động cùng Hải quân Đế quốc Nhật Bản vào ngày 31 tháng 7 năm 1929.

## Lịch sử hoạt động

### Giữa hai cuộc thế chiến
Trong cuộc Chiến tranh Trung-Nhật, Myōkō tham gia Chiến dịch Amoy từ ngày 10 đến ngày 12 tháng 5 năm 1938. Sau đó Myōkō cùng các tàu tuần dương Nagara và Nachi tham gia Chiến dịch đảo Hải Nam vào tháng 2 năm 1939 dưới sự chỉ huy của Phó Đô đốc Nobutake Kondō. Myōkō đã phục vụ như là soái hạm của vị Đô đốc trong chiến dịch này.

### Giai đoạn mở màn Chiến tranh Thái Bình Dương
Các tàu tuần dương hạng nặng Myōkō và Nachi hợp thành Hải đội Tuần dương 5 dưới quyền chỉ huy của Chuẩn Đô đốc Takeo Takagi và tham gia vào Lực lượng hỗ trợ cho "Chiến dịch M" chiếm đóng phần phía Nam quần đảo Philippine. Soái hạm của lực lượng này là chiếc tàu sân bay hạng nhẹ Ryujo, mang cờ hiệu của Phó Đô đốc Ibō Takahashi. Tham gia lực lượng này còn có tàu tuần dương hạng nhẹ Jintsu và tám tàu khu trục. Chúng đã hỗ trợ cho việc đổ bộ lên Davao và Legaspi vào tháng 12 năm 1941.
Trong một đợt sắp xếp lại vào cuối tháng 12, Hải đội Tuần dương 5 được đưa vào Lực lượng tấn công dưới quyền chỉ huy của Chuẩn Đô đốc Raizō Tanaka. Lực lượng này còn bao gồm các tàu sân bay Ryujo và Chitose, các tàu tuần dương Nagara và Naka, năm tàu khu trục và bảy tàu vận chuyển. Vào ngày 4 tháng 1 năm 1942, lực lượng này bị các máy bay ném bom Mỹ B-17 Flying Fortress tấn công. Myōkō trúng phải một quả bom 227 kg (500 lb) và chỉ bị thiệt hại nhẹ, nhưng nó cũng được cho quay về ụ tàu ở Sasebo để sửa chữa.
Trong Trận chiến biển Java vào ngày 1 tháng 3 năm 1942, Myōkō tham gia truy đuổi những đơn vị tàn quân còn lại của hạm đội Đồng Minh tại khu vực Đông Ấn. Lúc 11 giờ 50 phút, Myōkō, Ashigara và hai tàu khu trục đã nổ súng vào chiếc tàu tuần dương hạng nặng đã hư hại của Anh Exeter và hai tàu khu trục hộ tống. Hỏa lực pháo 203 mm (8 inch) của Myōkō đã phá hỏng tàu khu trục Encounter buộc nó phải tự đánh đắm sau đó.
Cuối tháng 3, Myōkō trải qua một đợt đại tu và tái trang bị tại Sasebo. Sang tháng 4, nó tham gia vào việc truy đuổi không thành công lực lượng đặc nhiệm đã tung ra cuộc Không kích Doolittle.
Vào tháng 5, Myōkō nằm trong hạm đội dưới quyền chỉ huy của Chuẩn Đô đốc Chūichi Hara hộ tống cho lực lượng tấn công Tulagi. Lực lượng này bao gồm các tàu sân bay Shōkaku và Zuikaku, các tàu tuần dương hạng nặng Myōkō và Haguro cùng năm tàu khu trục. Trong trận chiến biển Coral diễn ra sau đó, Shōkaku bị máy bay Mỹ đánh hỏng trong khi Zuikaku bị mất hầu hết máy bay của nó, nên hạm đội bị buộc phải rút lui không thể đánh chiếm cảng Moresby.
Sang tháng 6, Hải đội Tuần dương 5 tham gia Lực lượng hỗ trợ của Phó Đô đốc Nobutake Kondō trong trận Midway. Lực lượng này bao gồm các thiết giáp hạm Kongo và Hiei, các tàu tuần dương hạng nặng Myōkō, Haguro, Atago và Chokai, tàu tuần dương hạng nhẹ Yura cùng bảy tàu khu trục. Lực lượng hỗ trợ này đã không giáp chiến cùng đối phương trong trận đánh này.
Vào cuối tháng 6, Hải đội Tuần dương 5 hỗ trợ cho đoàn tàu vận tải tăng cường đến các hòn đảo vừa mới chiếm được Attu và Kiska trong quần đảo Aleutian. Toàn bộ lực lượng đặc nhiệm bao gồm tàu sân bay Zuikaku, các tàu sân bay hạng nhẹ Zuiho, Junyo và Ryujo, các tàu tuần dương hạng nặng Maya, Takao, Myōkō, Haguro và Nachi, các tàu tuần dương hạng nhẹ Abukuma, Kiso và Tama, cùng 15 tàu khu trục.

### Chiến dịch quần đảo Solomon
Vào ngày 11 tháng 10 năm 1942, Myōkō khởi hành từ Truk trong thành phần của Hạm đội 2. Lực lượng này bao gồm các thiết giáp hạm Kongo và Haruna, các tàu tuần dương hạng nặng Myōkō, Atago, Chokai và Nachi, tàu tuần dương hạng nhẹ Isuzu cùng 12 tàu khu trục. Chúng được tiếp nối bởi lực lượng tàu sân bay tấn công của Phó Đô đốc Chuichi Nagumo, với nhiệm vụ tăng cường và bổ sung tiếp tế cho quân Nhật trên đảo Guadalcanal, vốn đang bị lực lượng Mỹ tấn công từ tháng 8.
Từ ngày 31 tháng 1 đến ngày 9 tháng 2 năm 1943, sau một đợt đại tu tại Sasebo, Myōkō tham gia cuộc triệt thoái khỏi Guadalcanal. Lực lượng này bao gồm các tàu sân bay Zuikaku, Zuiho và Junyo, các thiết giáp hạm Kongo  và Haruna, các tàu tuần dương hạng nặng Atago, Takao, Myōkō và Haguro, các tàu tuần dương hạng nhẹ Nagara và Agano cùng 11 tàu khu trục. Lực lượng này đã thành công trong việc rút lui 11.700 binh sĩ khỏi hòn đảo.

### Các chiến dịch tiếp theo sau
Vào tháng 5 năm 1943, Myōkō và Haguro di chuyển lên phía Bắc để hỗ trợ cho cuộc rút lui khỏi Kiska. Đến tháng 6, chúng quay trở về Sasebo cho một đợt tái trang bị khác. Myōkō được bổ sung bốn khẩu đội phòng không 25 mm Kiểu 96 nòng đôi và radar dò tìm trên không Kiểu 21.
Để đáp trả một đợt không kích của lực lượng tàu sân bay Mỹ xuống quần đảo Gilbert, Myōkō khởi hành cùng hạm đội của Phó Đô đốc Jisaburō Ozawa để đối đầu các tàu sân bay Mỹ. Hạm đội bao gồm các tàu sân bay Shōkaku, Zuikaku và Zuiho, các thiết giáp hạm Yamato và Nagato, các tàu tuần dương hạng nặng Myōkō, Haguro, Tone, Chikuma, Mogami, Atago, Takao, Chokai và Maya, tàu tuần dương hạng nhẹ Agano cùng 15 tàu khu trục. Mặc dù đã truy tìm rộng khắp, lực lượng này đã không bắt gặp được hạm đội đối phương và phải quay về Truk.
Ngày 1 tháng 11, Myōkō và Haguro từ Truk di chuyển về phía Nam cùng hai tàu khu trục để hộ tống một đoàn tàu vận tải tiếp liệu đến Rabaul. Từ Rabaul, Hải đội Tuần dương 5 cùng các tàu tuần dương hạng nhẹ Agano và Sendai cùng sáu tàu khu trục hộ tống lực lượng tăng cường cho đảo Bougainville, với khoảng 1.000 binh sĩ Nhật được chở trên bốn tàu khu trục. Các tàu chiến di chuyển phía trước những con tàu vận tải, và đã đối mặt với lực lượng Mỹ trong Trận chiến vịnh Nữ hoàng Augusta lúc 12 giờ 50 phút ngày 3 tháng 11. Lực lượng mỹ gồm bốn tàu tuần dương hặng nhẹ và tám tàu khu trục đã đánh chìm Sendai bằng hỏa lực pháo 152 mm (6 inch). Trong khi cơ động để lẩn tránh đạn pháo Mỹ, Myōkō va chạm với chiếc tàu khu trục Hatsukaze khiến nó bị hư hỏng. Hatsukaze bị tụt lại phía sau đội hình khi rút lui và bị hải pháo Mỹ kết liễu. Chiếc Haguro bị hư hại nhẹ trong trận này, trong khi về phía Mỹ tàu khu trục Foote bị phá hủy bởi một quả ngư lôi Long Lance.
Ngày 17 tháng 11, Myōkō quay trở về Sasebo để được tái trang bị. Nó được bổ sung thêm tám khẩu pháo phòng không 25 mm nòng đơn, nâng tổng số lên 24 khẩu. Vào tháng 1 năm 1944, Hải đội Tuần dương 5 (cùng với Tone và hai tàu khu trục) thực hiện an toàn một chuyến đi vận chuyển từ Truk đến Kavieng và quay về. Vào ngày 10 tháng 2, trong khi di chuyển từ Truk đến Palau cùng Atago và Chokai và tám tàu khu trục thuộc Hải đội Tuần dương 4, Hải đội Tuần dương 5 bị tấn công bởi một loạt bốn quả ngư lôi từ tàu ngầm Mỹ Permit, nhưng tất cả đều bị trượt.
Vào tháng 3, Hải đội Tuần dương 5 cùng tàu khu trục Shiratsuyu hộ tống một đoàn tàu chở dầu rỗng từ Palau đến Borneo. Vào ngày 6 tháng 4, cả hai hải đội (được hai tàu khu trục hộ tống) bị tàu ngầm Dace tấn công. Nó bắn tấn cả sáu ngư lôi phía mũi, nhưng đều bị trượt. Tàu ngầm Darter cũng nhìn thấy lực lượng này, nhưng đã không thể cơ động vào vị trí có thể tấn công.

### Trận chiến biển Philippine và Trận chiến vịnh Leyte
Vào tháng 6 năm 1944, Hải đội Tuần dương 5 tham gia vào Trận chiến biển Philippine, khi hạm đội Nhật Bản khởi hành từ Tawi Tawi đánh trả vào lực lượng Mỹ đang tấn công chiếm đóng quần đảo Marianas. Bộ Tổng tư lệnh Tối cao Nhật Bản nhận thức rằng máy bay ném bom hạng nặng Mỹ đặt căn cứ tại Marianas có thể bay đến các đảo chính quốc Nhật, phá hủy các nhà máy và xưởng tàu của họ. Sau này các thủy thủ Mỹ đã đặt tên lóng cho trận đánh là "Cuộc săn vịt trời Marianas vĩ đại", vì đã có hơn 300 máy bay Nhật bị bắn rơi chỉ trong một ngày 19 tháng 6.
Sau khi tham gia Trận chiến vịnh Leyte, trên đường đi đến vịnh Cam Ranh, Myōkō trúng phải một trong loạt sáu ngư lôi bắn ra từ tàu ngầm Mỹ Bergall lúc 21 giờ 35 phút ngày 13 tháng 12 năm 1944. Nó được chiếc tàu khu trục Ushio và nhiều tàu khác kéo về cảng Singapore để sửa chữa. Tuy nhiên, tình trạng thiếu hụt vật liệu trầm trọng tại Singapore không cho phép hoàn tất việc sửa chữa cho cả Myōkō lẫn Takao, lúc đó cũng đang ở tại đây.
Đến tháng 2 năm 1945, chỉ huy cảng đã báo cáo về việc Myōkō không thể sửa chữa tại Singapore mà không có thêm nguyên vật liệu, và không thể kéo nó về Nhật Bản. Ông đề nghị giữ Myōkō lại Singapore như một pháo đài nổi phòng không. Đề nghị được chấp thuận, và cho dù cả Myōkō và Takao đều là mục tiêu cho các tàu ngầm bỏ túi Anh tấn công vào ngày 26 tháng 7, Myōkō đã sống sót qua được cuộc chiến. Myōkō chính thức đầu hàng các đơn vị Anh vào ngày 21 tháng 9, và sau đó được kéo ra eo biển Malacca và đánh chìm ngoài khơi cảng Klang, Malaysia, cạnh các tàu ngầm I-501 và I-502.

## Danh sách thuyền trưởng
- Ietaka Fujisawa (sĩ quan trang bị trưởng): 10 tháng 12 năm 1928 - 31 tháng 7 năm 1929
- Ietaka Fujisawa: 31 tháng 7 năm 1929 - 1 tháng 11 năm 1929
- Yoshiyuki Niiyama: 1 tháng 11 năm 1929 - 10 tháng 11 năm 1929
- Toma Uematsu: 10 tháng 11 năm 1929 - 1 tháng 12 năm 1930
- Chonan Yamaguchi: 1 tháng 12 năm 1930 - 1 tháng 12 năm 1931
- Haruma Izawa: 1 tháng 12 năm 1931 - 1 tháng 12 năm 1932
- Hideo Takahashi: 1 tháng 12 năm 1932 - 15 tháng 11 năm 1934
- Hidehiko Ukita: 15 tháng 11 năm 1934 - 15 tháng 11 năm 1935
- Keijiro Goga: 15 tháng 11 năm 1935 - 1 tháng 12 năm 1936
- Ruitaro Fujita: 1 tháng 12 năm 1936 - 25 tháng 4 năm 1938
- Zenshiro Hoshina: 25 tháng 4 năm 1938 - 15 tháng 11 năm 1938
- Kenzo Ito: 15 tháng 11 năm 1938 - 20 tháng 7 năm 1939
- Koso Abe: 20 tháng 7 năm 1939 - 15 tháng 11 năm 1939
- Sakan Itagaki: 15 tháng 11 năm 1939 - 15 tháng 11 năm 1940
- Hideo Yano: 15 tháng 11 năm 1940 - 11 tháng 8 năm 1941
- Teijiro Yamazumi: 11 tháng 8 năm 1941 - 23 tháng 3 năm 1942
- Teruhiko Miyoshi: 23 tháng 3 năm 1942 - 2 tháng 3 năm 1943
- Katsuhei Nakamura: 2 tháng 3 năm 1943 - 5 tháng 12 năm 1943 (được thăng lên Chuẩn Đô đốc ngày 1 tháng 11 năm 1943)
- Itsu Ishiwara: 5 tháng 12 năm 1943 - 15 tháng 1 năm 1945 (được thăng lên Chuẩn Đô đốc ngày 15 tháng 10 năm 1944)
- Sutejiro Onoda: 15 tháng 1 năm 1945 - 22 tháng 3 năm 1945
- Hokao Kagayama: 22 tháng 3 năm 1945 - 15 tháng 8 năm 1945

### Sách
- D'Albas, Andrieu (1965). Death of a Navy: Japanese Naval Action in World War II. Devin-Adair Pub. ISBN 081595302X.
- Dull, Paul S. (1978). A Battle History of the Imperial Japanese Navy, 1941-1945. Naval Institute Press. ISBN 0-87021-097-1.
- Lacroix, Eric (1997). Japanese Cruisers of the Pacific War. Linton Wells. Naval Institute Press. ISBN 0870213113.
- Parshall, Jon. "Imperial Japanese Navy Page (Combinedfleet.com)". Bob Hackett, Sander Kingsepp, & Allyn Nevitt. Truy cập ngày 14 tháng 6 năm 2006.